# Pedro Shaw

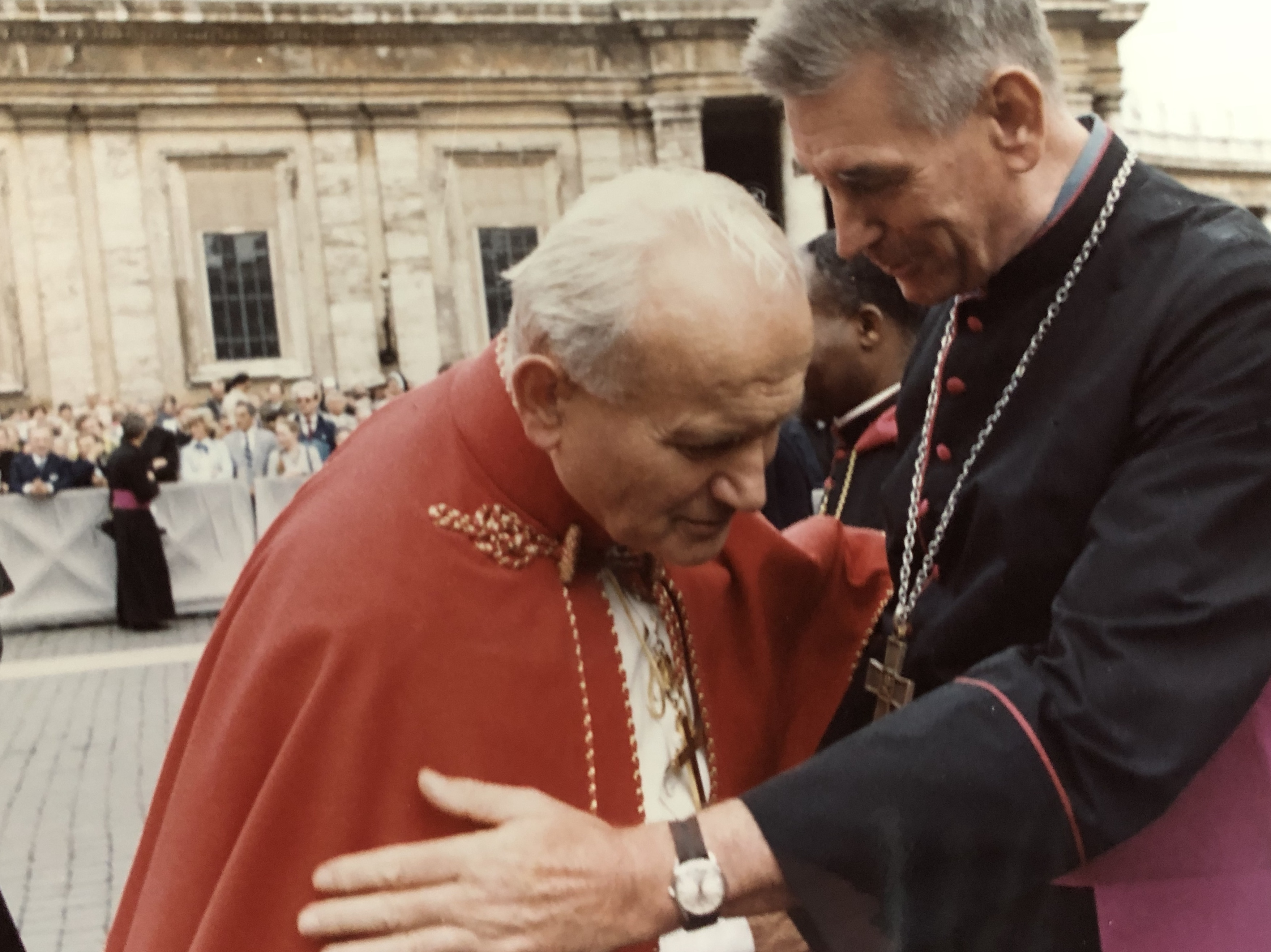
Pedro Shaw (rechts) zusammen mit Papst Johannes Paul II.

Pedro Shaw, Geburtsname Piet Jacobus Shaw, volkstümlicher Beiname in Guaraní Pa’i Puku – „langer Pater“ (* 6. September 1925 in Wilrijk, Belgien; † 21. Juni 1984 bei Asunción), war ein flämischer Paraguay-Missionar aus der Gemeinschaft der Oblaten der Unbefleckten Jungfrau Maria.

## Leben
Piet Shaw verbrachte seine Schulzeit im Sint Lievens College in Antwerpen. Am 7. September 1945 erfolgte seine Einkleidung im Noviziat der Oblaten der unbefleckten Jungfrau Maria OMI in Korbeek-Lo. Von 1946 bis 1948 absolvierte er sein Studium der Philosophie und von 1948 bis 1951 sein Studium der Theologie. Am 30. September 1951 empfing er die Priesterweihe durch Bischof Karel-Justinus Calewaert von Gent. Am 8. März 1952 erhielt er die Bestimmung ins Apostolische Vikariat Pilcomayo. Seine Ankunft in Paraguay war am 16. Dezember 1952. Ab 1953 wirkte er als Wandermissionar im paraguayischen Gran Chaco, 1953 bis 1965 als Vikar in Benjamín Aceval und als Wandermissionar im unteren Chaco, 1965 bis 1973 als Pfarrer in María Medianera und Wandermissionar im mittleren Chaco, und von 1973 bis 1981 als Pfarrer in Puerto Elsa (heute Nanawa) am Río Paraguay, gegenüber der Hauptstadt Asunción. Am 21. Februar 1981 erhielt Pai Puku seine Ernennung und am 22. April 1981 seine Weihe als Bischof im Apostolischen Vikariat Pilcomayo im nördlichen Chaco. Am 21. Juni 1984 kam er bei einem Unfall auf Höhe km 28 der Ruta Trans-Chaco nahe Asunción ums Leben. Sein Grab befindet sich in der alten Kathedrale San Miguel am Bischofssitz in Mariscal Estigarribia.

## Ehrungen
Schon zu Lebzeiten erfreute sich der „lange Pater“ Pa’i Puku (laut Pass: 1,99 m) wegen seiner strikten, aber humorvollen Art und seines großen Herzens für die Armen großer Beliebtheit in der Bevölkerung. Sprichwörtlich war sein unermüdlicher Einsatz, mit dem Pferd und dem traditionellen Pferdekarren cachapé auch die entlegensten Viehfarmen und Indianerdörfer zu erreichen, um den Menschen die Frohe Botschaft zu bringen. Nicht zuletzt ist sein überall im Land bekannter Rufname aus der einheimischen Guaraní-Sprache ein Beweis der Zuneigung. Noch heute wird Pa’i Puku im Chaco und weit darüber hinaus im Land hoch verehrt. Staatspräsident Juan Carlos Wasmosy verlieh ihm am 15. Mai 1998 posthum den „Orden Nacional al Merito en el Grado de Gran Oficial“ in Anerkennung seiner besonderen Verdienste. Zwei wichtige kirchliche Einrichtungen im Chaco, ein Radiosender und eine Internatsschule, diese von ihm selbst Anfang der 1960er Jahre in María Medianera gegründet, tragen neben weiteren Einrichtungen seinen Namen. Regelmäßig finden Gedenkgottesdienste und Wallfahrten zum Grab und zum Unfallort statt. Zu seinem 25. Todestag wurde 2009 ihm zu Ehren ein Lied in der Guarani-Sprache produziert (Text und Musik: Rito Pedersen, Gesang: Diana Barboza und Alfredo Mora). Am 25. Februar 2018 konnte das „Geistliche Zentrum Pa’i Puku“ an der Unfallstelle auf Höhe km 28 der Ruta Tranc-Chaco unter großer Anteilnahme der Bevölkerung sowie kirchlicher und politischer Autoritäten (Senatspräsident Fernando Lugo, Gouverneur Antonio Saldivar und die drei Bischöfe Lucio Alfert OMI, Candido Cardenas und Mario Melanio Medina) feierlich eingeweiht werden.

## Seligsprechungsprozess
Im April 2012 übergab Vize-Postulator P. Aníbal Cazuriaga OMI das Gesuch zur Seligsprechung von Pai Puku an den zuständigen Bischof Cándido Cárdenas von Benjamín Aceval. Damit wurde der Seligsprechungsprozess offiziell eingeleitet. Am 19. März 2018 erfolgte die Ernennung des deutschen Theologen Dr. Michael Krischer, der 2009/2010 bereits eine Forschungsarbeit über Pai Puku verfasst hatte, zum neuen Vize-Postulator für den Seligsprechungsprozess. Am 28. Januar 2019 übergab er ein neuerliches Gesuch an den neuen Bischof von Benjamín Aceval, Mons. Amancio Benitez Candia, weil bisher wegen der besonderen Umstände vor Ort mit wenig Personal und wenig Kommunikation das Verfahren nie offiziell eröffnet worden war.